# 楚穆王

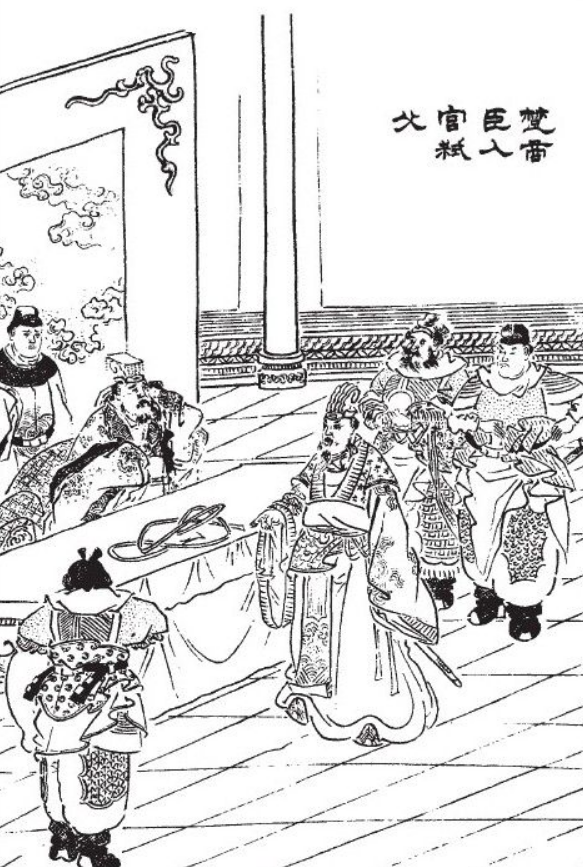
小说《东周列国志》插画：楚商臣宫中弑父

楚穆王（前7世纪—前614年），芈姓，熊氏，名商臣，楚成王的長子，后弒父夺位。

## 生平
成王拟立商臣为太子，与令尹鬬勃（子上）商议。子上说：“国君还年轻，被宠爱的公子众多，立太子后再罢黜，肯定会酿成祸乱。商臣蜂目豺声，是残忍之人，不可立为太子。”成王退回后宫，询问夫人郑瞀。郑瞀说应该听令尹的。成王没有听从，立商臣为太子。成王四十五年（前627年），商臣诬告子上救援蔡国时接受晋国贿赂而避战。成王于是处决子上。郑瞀对保傅感叹子上无罪遇害，白黑颠倒，上下错谬，大王多宠子，都想夺位。太子贪忍，大王不明，庶嫡之争，其祸必兴。
成王四十六年（前626年），成王想要废黜商臣，改立庶出的王子职为太子。郑瞀试图劝谏成王，让他警惕太子作乱，结果却让成王更加疑心。郑瞀自杀，希望提醒成王提防太子。太子商臣得知成王要废黜自己，于是与潘崇作乱，发兵包围王宫。成王想要吃了熊掌之后再死，但商臣不听，逼他自缢而死，并登基为楚穆王。
楚穆王在位十二年，國內形勢基本穩定。死後由其子侶即位，是為楚莊王。

## 大事记
- 楚穆王三年，灭江国。
- 楚穆王四年，灭六国、蓼国。
- 楚穆王八年，伐陈国、鄭國[2]。
- 楚穆王九年（前617年），穆王鎮壓了楚大夫鬬宜申與仲歸，滅蔣國。

## 评价
- 唐朝太子李弘向率更令郭瑜学习春秋左氏传，当读到楚世子商臣弑君故事，不禁掩书叹曰：“圣人垂训，何书此邪？”郭瑜答：“孔子作《春秋》，善恶必书，褒善以劝，贬恶以诫，故商臣之罪虽千载犹不得灭。”
- 《東觀奏記》称唐宪宗遇害之际，其子光王李怡即后来的唐宣宗“追恨光陵商臣之酷”；指宣宗的兄长唐穆宗像楚穆王一样弑父篡位。

## 家庭

### 子女
- 楚莊王熊侶。
- 子重，即公子嬰齊，東周春秋時期楚國的令尹
- 子反，即公子側，東周春秋時期楚國的司馬
- 子辛，即公子壬夫，東周春秋時期楚國的令尹
- 沈尹子桱，即公子竺，東周春秋時期楚國的沈尹

## 影視作品
- 《东周列国春秋篇》由顧小栓飾演。

| 前任： 父楚成王 | 楚国君主 前626年-前614年 | 繼任： 子楚莊王 |

1. ↑  《左传·文公元年》：以宮甲圍成王
2. ↑  《欽定古今圖書集成/明倫彙編/氏族典/第451卷》：「楚子師于狼淵以伐鄭。」